# 2015 RQ281
2015 RQ281 est un objet transneptunien de la famille des objets épars et a un diamètre estimé à environ 193 km.